# Henderikus Johannes Hulst
Henderikus Johannes Hulst (Emmen, 24 maart 1828 - Genemuiden, 31 december 1896) was een Nederlandse burgemeester.

## Leven en werk
Hulst was een zoon van de belastingcontroleur Stephanus Hulst en Wilhelmina Henderika Pothoff. Hij werd in 1856 benoemd tot burgemeester van Havelte. In 1864 werd hij burgemeester van Genemuiden. Tijdens zijn burgemeesterschap van Genemuiden was hij van 1868 tot 1896 lid van Provinciale Staten van Overijssel. Hulst overleed op oudejaarsdag 1896 op 68-jarige leeftijd.
Hulst trouwde op 30 april 1858 te Vledder met zijn nicht Thalea Hulst, dochter van de onderdirecteur van de Maatschappij van Weldadigheid in Veenhuizen Coenraad Hulst en Susanna Margaretha Smidt. Zij overleed in 1860 op dertigjarige leeftijd. De grootmoeder van Hulst en van zijn vrouw was Anna van Royen, een zuster van Stephanus Jacobus van Royen, maire en burgemeester van Vledder en nauw betrokken bij het werk van de Maatschappij van Weldadigheid. Hulst hertrouwde op 19 november 1890 te Wijhe met de weduwe Anna Maria van Setten.

## Brand in Genemuiden
Bij een grote stadsbrand in Genemuiden in 1882 gingen de kerk, de pastorie, vierentwintig woningen en zo'n dertig hooibergen in de vlammen op. Hulst, die als burgemeester aanwezig was, werd aan het hoofd gewond door een instortende muur.